# Stagefright
Stagefright je v informatice souhrnný název pro skupinu softwarových chyb, které mají vliv na bezpečnost OS Android. Potenciální útočník může získat kontrolu nad zařízením (mobilním telefonem, tabletem) pomocí speciálně upraveného MP4 videa, případně MP3 nahrávky. Chyba se vyskytla v knihovně libutils a libstagefright, podle které také získala název.

## Objevení
Zranitelnost v knihovnách objevil bezpečnostní výzkumník Joshua J. Drake ze společnosti Zimperium, zabývající se mobilní bezpečností. Poprvé byla Googlu ohlášena chyba v dubnu 2015, další se pak objevovaly v průběhu roku.

## Zranitelnost
Infiltraci způsobuje přehrání upraveného multimediálního obsahu. Tak se může stát například zasláním MMS, přehráním videa v prohlížeči, nebo v jakémkoli jiném programu pracujícím s multimédii. Částečnou ochranou může být zakázat aplikacím automatické stahování příloh a předběžné zpracovávání obsahu. Zatím není znám případ zneužití těchto chyb.
Problém poukázal na nedostatečnou distribuci záplat od Googlu směrem ke koncovému uživateli.

## Důsledky
Útočník může na zařízení spustit kód, kterým získá nejvyšší oprávnění, tedy i kontrolu nad mikrofonem, fotoaparátem, ale také dalšími funkcemi systému, jako je přístup k souborům, elektronické poště či osobním údajům.